# ロサンゼルス郡保安局
ロサンゼルス郡保安局（ロサンゼルスぐんほあんきょく、英: Los Angeles County Sheriff's Department、略称:LASD）とはアメリカ合衆国カリフォルニア州モントレーパークに本部を置く、アメリカ合衆国の法執行機関である。旧称のLos Angeles County Sheriff's Office (LASO)と呼ばれることもある。

## 概要

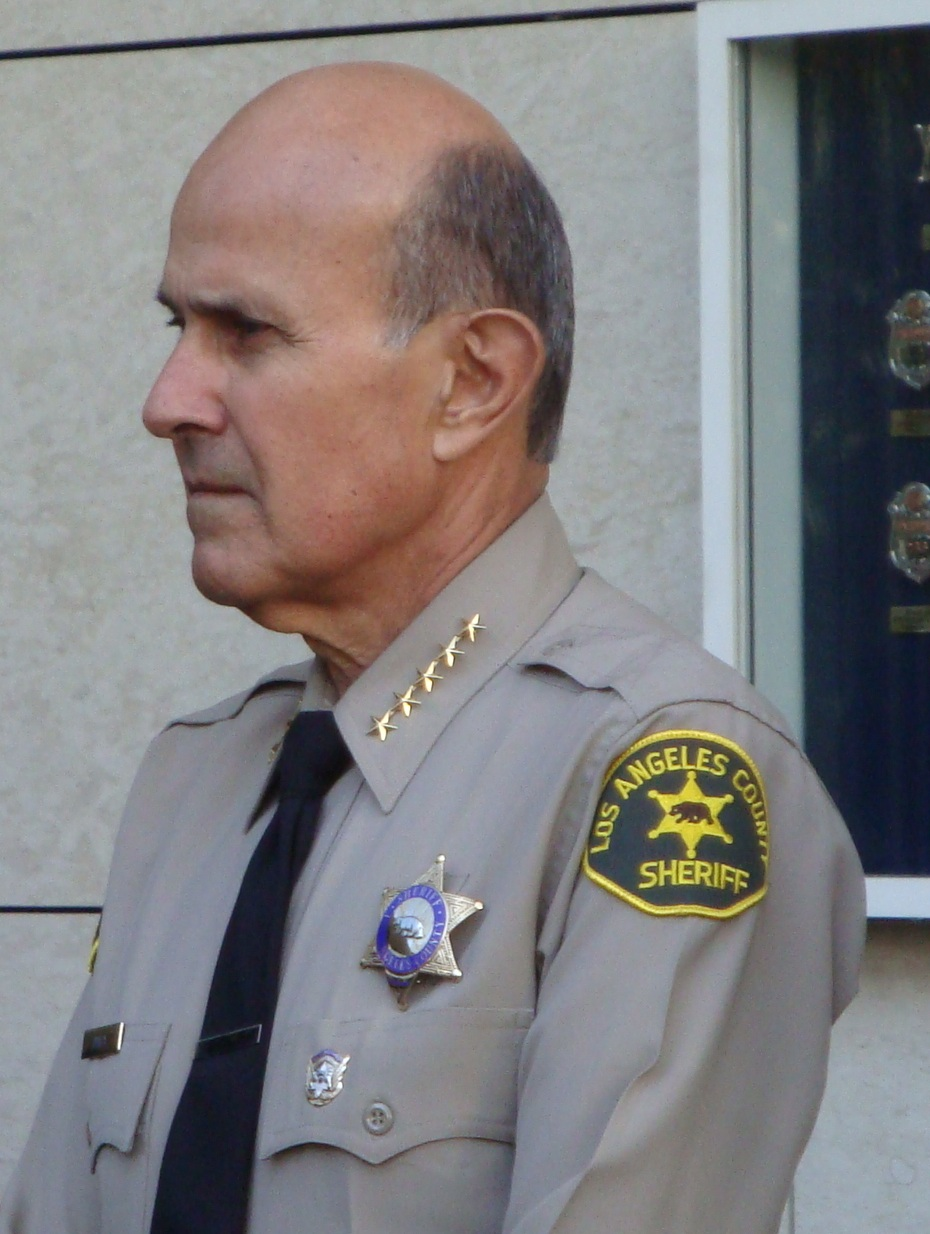
歴代局長の一人、リー・バカ保安官　2011年

ロサンゼルス郡保安局は、カリフォルニア州モントレーパークに本部を持つ。法執行官約10,000人とその他職員約9,000人を擁す国内で4番目に大きな法執行機関であり、同郡の非法人化地域と、契約のある法人化地域の警察業務を担っている。同郡の施設では第一次管轄権を有し、一審裁判所の警備や刑務所の運営管理も行うほか、郡内の小規模法執行機関に対して科学捜査、殺人事件捜査、トレーニングなどの支援や提供も行っている。また、MTAとメトロリンクとの契約により、電車とバスでの警察業務も行っていることで、国内で2番目に大きな鉄道警察という側面も持っている。

## 歴史
1850年、ロサンゼルスエリアで最初の警察組織として創設された。
2009年12月15日、管理委員会はOffice of Public Safety（公安局）の吸収合併を可決し、2010年6月30日に吸収合併した。それまでは警察機関も、LASDと郡警察（Los Angeles County Police Department、LACOPD）の二つが存在した。

## 階級
| Title | Insignia             |
| --- | -------------------- |
| Sheriff （局長）                                                                                           |                      |
| Undersheriff （局長代理）                                                                                  |                      |
| Assistant Sheriff （局長補佐）                                                                             |                      |
| Chief (Division Chief) （部長）                                                                            |                      |
| Commander (Area Chief) （地域長）                                                                          |                      |
| Captain （警部）                                                                                           |                      |
| Lieutenant （警部補）                                                                                      |                      |
| Sergeant （巡査部長）                                                                                      |                      |
| Deputy Sheriff(Master Field Training Officer) （上級指導係巡査）                                           | Master FTO Rank LASD |
| Deputy Sheriff Bonus I/II(Field Training Officer / Detective / Custody Senior Deputy) （指導係巡査、刑事） |                      |
| Deputy Sheriff Generalist                                                                                  |                      |
| Deputy Sheriff Trainee (Non-sworn) （見習巡査）                                                            |                      |

## ポピュラー・カルチャー
- グランド・セフト・オートV

モデルにしたロスサントス・カウンティ・シェリフが登場する。